# Kunów
Pour les articles homonymes, voir Kunów (homonymie).
Kunów est une ville de Pologne, située dans le sud-est du pays, dans la voïvodie de Sainte-Croix. Elle est le siège de la gmina de Kunów et du powiat d'Ostrowiec.